# 沃爾特·布雷桑
沃爾特·布雷桑（義大利語：Walter Bressan；1981年1月26日—）是一位意大利足球運動員。在場上的位置是守門員。他現在效力於意大利足球甲級聯賽球隊切塞納足球俱樂部。